# Jupiter (Schiff, 1957)
Die Jupiter ist ein Fahrgastschiff, das zunächst in Berlin eingesetzt wurde.

## Geschichte
Nach der Ernst Reuter war die Jupiter das zweite moderne Fahrgastschiff, das die Stern und Kreisschiffahrt in der Zeit nach dem Zweiten Weltkrieg bauen ließ. Der Körper des Schiffes wurde auf der Teltow-Werft hergestellt, die Karosseriefabrik Buhne lieferte die Aufbauten. Diese waren, als das Schiff am 14. August 1957 von der Sekretärin Frau Dittberner auf den Namen Jupiter getauft und am 14. Oktober desselben Jahres in Betrieb genommen wurde, in Berlin ein ungewohnter Anblick: Die Jupiter, damals noch ein Eindecker von 25,20 m Länge und 5,30 m Breite mit einer Zulassung für 140 Personen, besaß nämlich zunächst einen vollständig verglasten Fahrgastraum mit Schiebedach. Das Innere des Schiffes erinnerte mit seinen Sitzreihen an einen Omnibus. Damit lehnte sich die Gestaltung an die Amsterdamer Grachtenboote an, was insofern unnötig war, als die Jupiter für den Einsatz auf der Unterhavel vorgesehen war, wo keine niedrigen Brücken unterquert werden mussten. Der ungewohnte Anblick trug dem Schiff bzw. seinen Benutzern den Spitznamen „Menschen in Gelee“ ein. Die Jupiter war das erste Berliner Fahrgastschiff, das vor allem in Hinblick auf Stadtrundfahrten für Touristengruppen konzipiert worden war. 1964 folgte die in ähnlichem Stil gestaltete Sanssouci.
Im November 1978 wurde die Jupiter an die Personenschiffahrt Günther Schröder in Friedrichstadt verkauft. Dort – ausgerechnet in einer grachtenreichen Stadt – wurden die ursprünglichen Aufbauten ersetzt. Die Jupiter wurde zum Doppeldecker umgestaltet. Später folgte noch auf den Bau des Sonnendecks die Einrichtung eines kleinen Oberdecksalons. Ursprünglich war das Schiff von einem 75-PS-Motor angetrieben worden, nun erhielt es einen Motor mit 115 PS. Nach dem Umbau war es für die Beförderung von 200 Personen zugelassen.